# Sonomia Terrane
Il Sonomia Terrane è un terrane, cioè un frammento di crosta terrestre, i cui resti si trovano attualmente nella parte nordoccidentale dello Stato americano del Nevada.
Il terrane deriva il suo nome dal Sonoma Range, una catena montuosa situata in quella regione. Il Sonomia Terrane è associato con la Golconda Thrust, una struttura geologica che deriva il nome dalla cittadina di Golconda nel Nevada. L'orogenesi Sonoma fu causata dall'accrezione del microcontinente Sonomia sulla parte occidentale del Nordamerica nel corso del Triassico medio.
La denominazione del terrane fa riferimento alla Contea di Sonoma in California.